# MKUltra
MKUltra és el nom en clau d'un projecte secret il·legal de la CIA del 13 d'abril de 1953 fins als 1970 que tenia per objectiu manipular mentalment algunes persones injectant-los substàncies psicotròpiques o amb senyals bioelèctrics (subprograma 119). Del 1951 al 1963, el projecte es deia Artichoke; el projecte Bluebird (1951-1953) hi està relacionat. El projecte fou desvelat l'any 1975.
El 1953 el farmacòleg S. Gottlieb, director de la Divisió Química de la CIA, va rebre diners per a portar endavant el projecte MKULTRA. Dos agents foren enviats a la central de Sandoz, a Basilea, perquè hi aconseguiren materials. Van rebre 40 grams dels 10 kilograms que es volia adquirir.
El 1959 la CIA va perdre l'interès en seguir experimentant amb LSD per les conclusions d'un congrés de la Josiah Macy Foundation, on es trobà que el LSD era farmacològicament segura.